# I nöd eller lust
I nöd eller lust är en svensk komedifilm i regi av Kjell Sundvall. Den hade premiär den 6 mars 2015.

## Handling
Isabella och Micke är på väg att skilja sig när de blir inbjudna till systerdotterns bröllopsfest. För att inte förstöra stämningen kommer de överens om att spela fortsatt lyckligt gifta. De är dock inte ensamma om att låtsas detta.

## Rollista
- Magdalena In de Betou – Isabella
- Peter Magnusson – Micke
- Ellen Bergström – Jenni
- Dan Ekborg  - Göran
- Ida Engvoll  - Hanna
- Katarina Ewerlöf – Maria
- Claudia Galli  - Linda
- Ia Langhammer  - Lisbeth
- Sten Ljunggren  -  Sven
- Per Myrberg  - Tore
- Adam Pålsson – Gabriel
- Suzanne Reuter - Kerstin
- Johan Ulveson – Fredrik
- Anita Wall  - Eva
- Kalle Westerdahl  - Olle
- David Arnesen - Kristoffer
- Evin Ahmad - Peace
- Sigrid Johnson - Yrla
- Mira Barkhammar - Lia
- Bengt C.W. Carlsson - Prästen
- Samuel Fröler - William
- Michael Nyqvist - Som sig själv

## Om filmen
I nöd eller lust producerades av Börje Hansson och Carola Hansson för produktionsbolaget Bright Moving Pictures Sweden AB. Den spelades in efter ett manus av Monica Rolfner med en budget på 20,5 miljoner svenska kronor. Rolfner och Sundvall hade tidigare samarbetat i komedin Tomten är far till alla barnen (1999). I nöd eller lust fotades av Mats Olofson och klipptes sedan samman av Tomas Täng. Musiken komponerades av Anders Herrlin och Jennie Löfgren.